# François Populle
François Populle, né le 5 février 1777 à Roanne (Loire) et mort le 28 avril 1846 à Saint-Gérand-le-Puy (Allier), est un homme politique français.

## Biographie
François Populle est le fils de  Charles Populle, avocat au parlement, et d'Elisabeth Gay. Sa famille appartient, au moins depuis 1520, aux grandes familles du Roannais. Charles Populle, son père, fut influencé par Jean-Jacques Rousseau. En 1789 il est nommé maire de Roanne et exerce son mandat durant deux ans. Il siège ensuite au directoire départemental. Mais il approuve révolte de Lyon, qui au début n'était pas anti-républicaine. Après la chute de l'ancien maire de Roanne prend la fuite.  Arrêté à Digoin, ramené à Roanne, puis conduit à Lyon il est  décapité le 14 mars 1794. Son  fils Charles à alors 17 ans.
François rencontre Bonaparte lorsque celui-ci passe à Roanne. Il est nommé adjoint au maire, puis, en 1808, maire.
Il est élu, le 10 mai 1815, représentant à la Chambre des Cent-Jours par l'arrondissement de Roanne avec 48 voix (51 votants).

François Populle reste maire de Roanne d jusqu'en 1815, il est connu dans cette ville pour avoir résisté héroïquement lors de l'invasion de la France (Premier Empire) au pillage de sa ville. Il se serait exprimé aux représentants du général autrichien Ignaz zu Hardegg (de) qui souhaitait deux heures de pillage de la ville en représailles à une altercation à Saint-Symphorien-de-Lay dans ces termes :

« Vos soldats demandent deux heures de pillage, eh bien ! Nous leur répondrons par deux heures de tocsin ! Vingt mille paysans armés accourront à notre secours alors nous verrons »

Cette résistance fut récompensée par Napoléon Ier qui proposa la Légion d'honneur à la ville, elle fut effectivement donnée sous Napoléon III et est visible sur le blason de la ville.
Il est fait chevalier de la Légion d'honneur le 21 octobre 1814.
Réélu de nouveau député, le 20 octobre 1818, par le grand collège de la Loire, avec 286 voix (528 votants, 1,070 inscrits), il siège obscurément dans les deux législatures, et démissionne, pour raison de santé, le 3 décembre 1821.
Il est sous-préfet de Roanne de 1830 à 1836.

## Hommage
Son action a été immortalisée au travers l'œuvre de Charles-Louis Picaud qui est une fontaine, se trouvant devant la mairie de Roanne. On peut y voir François Populle donnant le change au parlementaire du général autrichien.
Le parc de la place des Promenades Populle de Roanne porte son nom.

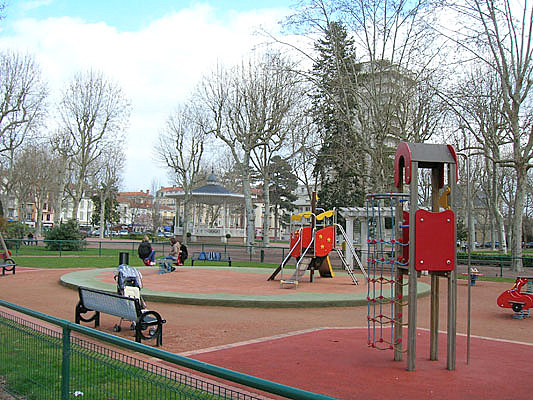
Le parc de la place des Promenades Populle.

Un buste en marbre est créé par Nicolas Lescornel et érigé le 1er mai 1856 dans la salle du conseil municipal ainsi qu'un deuxième buste en terre cuite qui se trouve actuellement au musée Déchelette à Roanne. Celui en marbre fut érigé sur la place des Promenades Populle le 22 avril 1900 (volé en 1995, un nouveau buste fut créé sur le modèle préservé au musée, puis de nouveau érigé place des Promenades Populle).

## Mandats et fonctions

### Mandats parlementaires
- 10 mai 1815 -13 juillet 1815 : Représentant à la Chambre des Cent-Jours
- 20 octobre 1818 - 3 décembre 1821 : Député de la Loire

### Mandat local
- 18 mars 1808 - 20 décembre 1815 : Maire de Roanne

### Autre fonction
- 10 août 1830 - 9 juillet 1836 : Sous-préfet de Roanne

## Décoration

### Décoration officielle
- Chevalier de la Légion d'honneur